# Башкирская песня
Башкирская песня — песня, слова и музыка которой сложились в ходе развития башкирской народной культуры. Включает в себя сочинения как башкирских композиторов и поэтов-песенников, так и народные. В Республике Башкортостан проводится систематическое изучение и популяризация песенного творчества башкирского народа.

## Характеристика

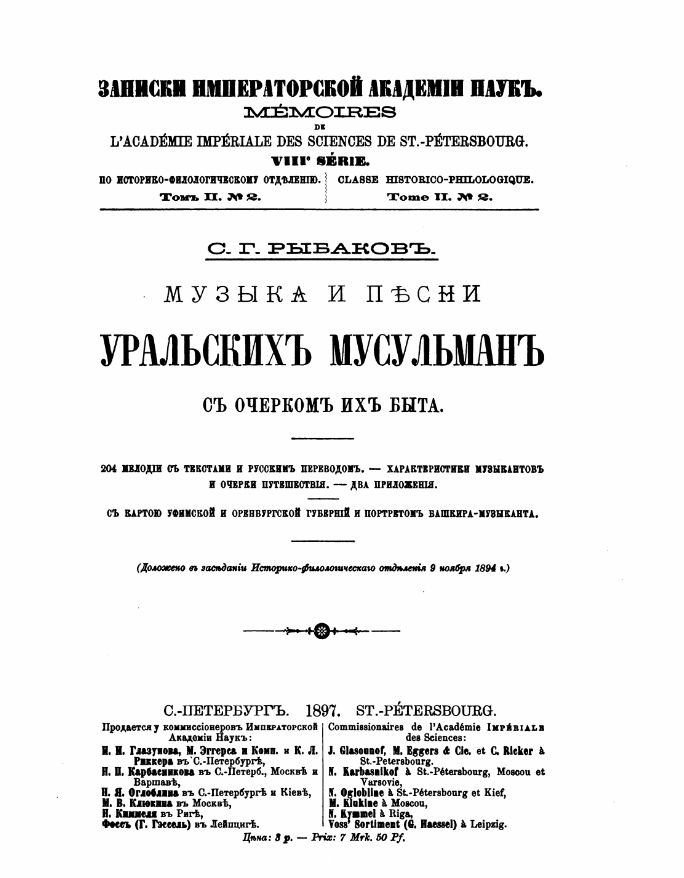
С. Г. Рыбаков. Музыка и песни Уральских мусульман с очерком их быта

Башкирская песня является распространённым музыкальным жанров в башкирской культуре. Башкирским песням свойственны следующие особенности: куплетно-строфическая форма, возможность исполнения без сопровождения музыкальными инструментами, философическая обобщённость воплощения, распевность мелодики.
Башкирские песни различаются на народные и созданным башкирскими профессиональными композиторами и поэтами песенниками.
Научная классификация башкирских песен проводится по следующему принципу:
- По типу песенного повествования башкирские песни различаются на эпико-лирические или лирические песни. Песни, посвященные любви к Родине, тоска в разлуке по родному краю составляют одну из тем лирических песен. В народных песнях чаще присутствует ностальгия скитальца по Родине («Йэнгузэй» /«Янгузай»), («Тилмияза» /«Тильмияза»), («Кысхырмасы, кэкук» /«Не кукуй, кукушка»), в произведениях же поэтов-песенников наблюдается пространный подход к понятию Родина — («Гузэл 8фем — баш халам» /«Прекрасная Уфа — моя столица») — стихи Р. Янбулатовой, музыка Х. Ахметова, («Ьаумы, тиэр гелдэр» /«Приветствуют меня цветы») — стихи М. Карима, музыка Н. Мустакимова;
- По функциональным особенностям песни различаются на обрядовые и необрядовые;
- По времени создания различают — фольклорные, созданные в годы Советской власти, созданные в современный капиталистический период;
- По тематике песен — патриотические, исторические (о Салавате Юлаеве, Крестьянской войне 1773—1775 годов, Отечественной войне 1812 года («Кутузов», «Любизар»), о кантонных начальниках, о тяжелой армейской и рекрутской службе башкир), лирические, социально-бытовые, шуточные. Для патриотических исторических песен, посвященных Башкортостану, В. И. Ленину, партии, комсомолу, ударным комсомольским стройкам, знаменательным датам характерны декларативность, возвышенность. Исключением из этого являются исторические песни на драматические и трагические мотивы (о Великой Отечественной войне, событиях и личностях далекого прошлого. В песнях на историческую тему можно найти сведения о башкирско-русских контактах, например: башкирский беглец участвует в праздновании в честь коронации царя Александра II («Бииш-батыр»); пастух-кураист пешком приходит к царю, развлекает его игрой на курае, располагает его к себе: тот одаривает кураиста дорогой одеждой и конями («Пеший Махмут»); женщина-башкирка лечит кумысом царя, а тот дарит ей шубу («Шуба Салихи»); башкир-пчеловод становится рабочим Белорецкого завода, но не выносит низкооплачиваемой «огненной работы» и возвращается в родное селение к прежним занятиям («Пчел много, да меду нет»); брат (или отец) проигрывает в карты сестру (дочь) своему русскому другу (песня «Зульхабира», вариант «Зулькагида») и др[1];
- По музыкальным стилевым особенностям и средствам выражения — Кыска-кюй, халмак кюй, хамак кюй, узун-кюй;
- По исполнительскому составу и фактуре различают песни с инструментальным сопровождением или без него, сольные и хоровые, одноголосные и многоголосные[2].

Разделение всех песен по жанровым признакам имеет частично условный характер.
Ритмическое строение поэзии для башкирских песен относится к силлабической системе, в которой количество ударных слогов не имеет значения. Система основана на соответствии общего количества слогов поэтической строки с количеством слогов предыдущих и последующих строк, согласно определённой цезуре, делению строк на ритмические части.
По ритмическому рисунку большинство текстов башкирских песен имеет традиционное слоговое строение строф: 10-9 — 10-9 или 8-7-8-7.

## История
Башкирские народные песни создаваемые на протяжении веков бытовали в устной форме. Первые записи башкирских песен были сделаны в конце XIX века оренбургским учителем Г. Х. Еникеевым с помощью А. И. Оводова. Первые публикации песен сделаны в книге С. Г. Рыбакова «Музыка и песни Уральских мусульман с очерком их быта» (СПб., 1897).

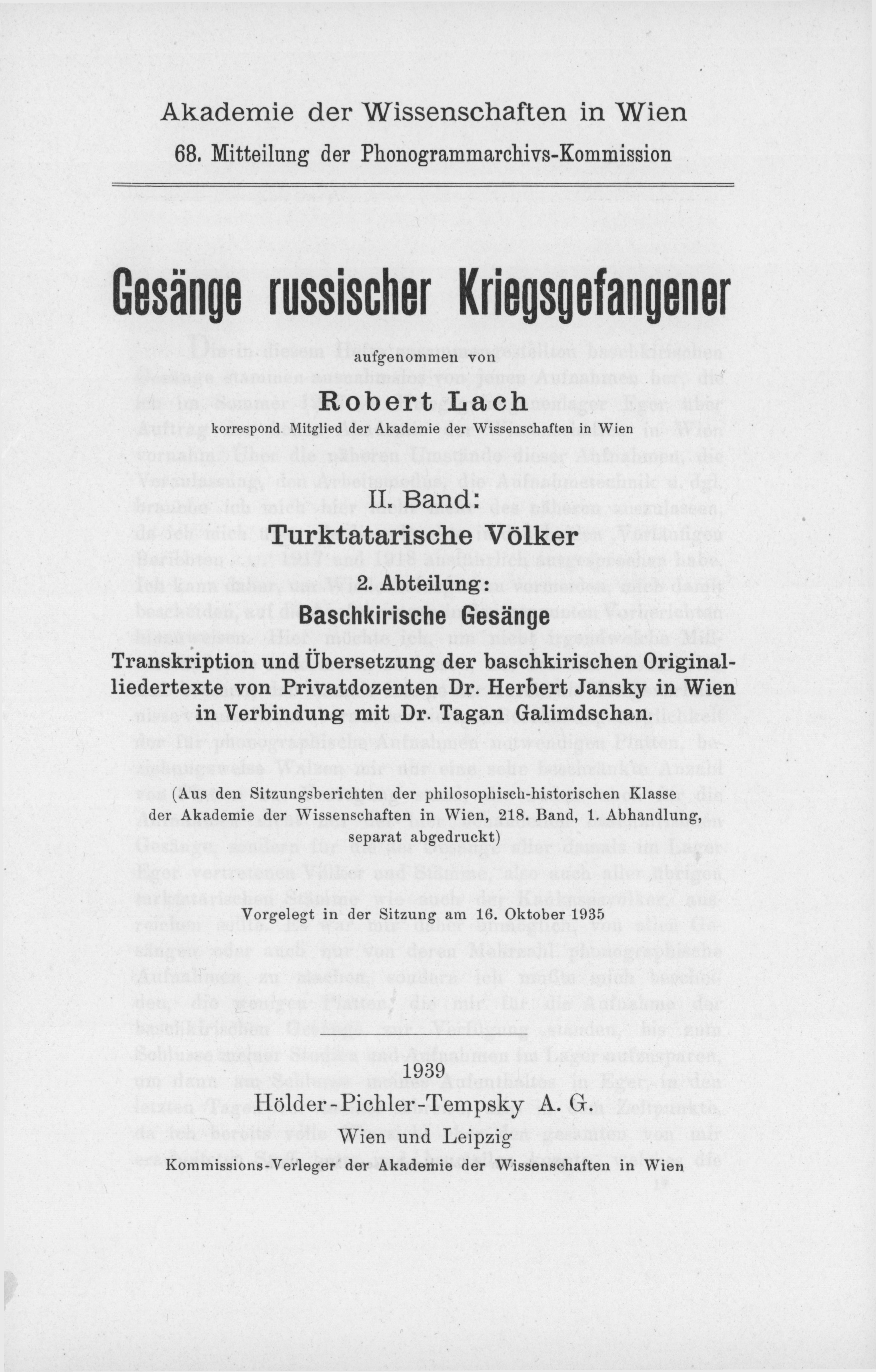
Robert Lach (Роберт Лах). Gesänge russischer Kriegsgefangener. Песни башкирских военнопленных времен первой мировой войны

В период Первой мировой войны башкирские песни изучали также австрийские ученые. В 1916 году фонографом Робертом Лахом проводились записи песен на восковые пластины. Песни исполняли башкирские военнопленные в лагере Эгер в Австро-Венгрии. Ныне записи песен хранятся в фоноархиве Венской академии наук. Позднее в Австро-Венгрии был издан сборник башкирских песен. В него вошли песни в исполнении башкир Шагаргази Кусамишева («Ашкадар», «Гумаров»), Исмагила Галиахмета («Ашкадар», «Межа», «Урал» (два варианта), «Ирендык», «Прожитая жизнь», «Расставание с родиной»), Султангази Мавлютова («Соловей», «Сибаев», «Сакмар», «Степь» и др.), Галимъяна Тагана («Касим-тюря», «Армия», «Девушка-красавица», «Искандар», «Тухват кантон», «Ельгильде», «Хабира», «Сын Карима», «Урал», «Заки Валиди» и др.). Тексты песен публиковались на башкирском и арабском языках в латинской транскрипции с подстрочным переводом на немецкий язык. Военнопленными исполнялись как народные песни, так и песни собственного сочинения. Так, бывший военнопленный Первой мировой войны Галиахмет Рахматуллин, уроженец д. Бекешево (ныне Кугарчинский район РБ), попавший в плен на Карпатах и побывавший в австрийском плену, исполнял песню собственного сочинения «Карпаты», сочиненную после похорон башкира Мусина Мырзабая.
Зарождение профессионального песенного творчества в Башкортостане пришлось 20—30-е годы XX века и связано с деятельностью башкирских композиторов Г. С. Альмухаметова, М. М. Валеева, С. Габяши, Х. К. Ибрагимова, К. Ю. Рахимова.
Для этого периода характерно возникновение башкирской песни, сочетавшей в себе разные песенные жанры: башкирской народной музыки и современной массовой песни, сольного запева и хорового припева («Дан һиңә, Башҡортостан!» — «Слава тебе, Башкирия!» З. Г. Исмагилова на стихи Р. Нигмати, «Комсомол йыры» — «Комсомольская песня» Х. Ф. Ахметова на стихи Г. Амири).
В конце 40-х годов возникает такая разновидность песен, как песни вальса («Гүзәл Өфөм — баш ҡалам» — «Уфа — прекрасная столица» Ахметова на стихи Р. С. Янбулатовой, «Төнгө серенада» — «Ночная серенада» А. Х. Габдрахманова на собственные стихи). В 50-х годах в переснном жанре работали башкирские композиторы Б. М. Гайсин, Н. Галеев, Т. Ш. Каримов. В 60-е годы получили распространение песенные циклы композиторов П. Ахметова, Р. В. Сальманова, Р. М. Хасанова, Д. Д. Хасаншина и др.
Дальнейшее развитие песенного жанра происходит в творчестве башкирских композиторов Ш. Ш. Ибрагимова, Ш. З. Кульборисова, Р. А. Муртазина, Н. Г. Сабитова, Сальманова, в 70—80-е годы — в творчестве Габдрахманова, Р. Х. Газизова, М. М. Гилязева, А. С. Даутова, Н. А. Даутова, А. М. Кубагушева, Н. А. Мустакимова, С. А. Низаметдинова, Р. Х. Сахаутдиновой, Хасанова, Т. М. Шарипова.
С 90-х годов XX века развиваются песни концертного типа («Ҡыр ҡаҙҙары» — «Дикие гуси» Н. А. Даутова и «Ғашиҡ бул!» — «Влюбись!» Низаметдинова на стихи Д. Х. Булгаковой, «Ромашка» А. Т. Каримова на стихи У. К. Киньябулатова, «Мөхәббәтеңә ышанам» — «Я верю в твою любовь» Кубагушева на стихи Р. Б. Ахмадиева).
С конца 20 века в башкирской песне развиваются направления: академическо-песенно-романсное (композиторы Г. С. Давлетбердин, С. Р. Сальманов, А. Р. Сальманова), эстрадное (А. Б. Туктагулов, Ю. Х. Узянбаев и др.).
Башкирские народные и авторские песни оказали влияние на башкирскую оперную, балетную, симфоническую, камерно-инструментальную музыку.
Большое место в творчестве профессиональных композиторов занимают детские песни.
Популяризации башкирских песен способствуют проводимые в Башкортостане песенные конкурсы, проводимые Министерством культуры и национальной политики Республики Башкортостан, такие как «Ирэндек моцдары» («Мелодии Ирандыка») — (г. Сибай), конкурсы на призы мастеров-исполнителей А. Султанова, С. Абдуллина и др.

## Известные исполнители
А. Г. Галимов, Ф. Ф. Гараев, Фидан Гафаров, Р. Гиззатуллин, Ф. Газзалова, Р. А. Гареев, М. Х. Хисматуллин, Г. Ишкуватова, Б. Магадеева, Ф. Бикбулатов, З. Махмутов, Ф. А. Кильдиярова, С. Абдуллин, И. Султанбаев, А. Султанов, М. Гайнетдинов, и др.